# Aceguá (Uruguay)
Aceguá ist eine im Departamento Cerro Largo gelegene Stadt im Osten Uruguays.

## Geographie
Sie befindet sich im Norden des Departamentos nahe dem Arroyo de la Mina an der Grenze zum uruguayischen Nachbarland Brasilien und der dort gelegenen gleichnamigen brasilianischen Stadt Aceguá. Wenige Kilometer südlich von Aceguá liegt Isidoro Noblía.

## Geschichte
Durch das Gesetz Nr. 10.101 wurde Aceguá am 23. Dezember 1941 als „Pueblo“ erfasst. Am 14. April 1986 bekam die Ortschaft dann per Gesetz Nr.15.810 den Status „Villa“ zugesprochen.

## Einwohner
Aceguá hat 1.511 Einwohner, davon 731 männliche und 780 weibliche. (Stand: 2011)
| Jahr | Einwohner |
| ---- | --------- |
| 1908 | 3.766     |
| 1963 | 464       |
| 1975 | 929       |
| 1985 | 1.302     |
| 1996 | 1.432     |
| 2004 | 1.493     |
| 2011 | 1.511     |

Quelle: Instituto Nacional de Estadística de Uruguay

## Verkehr
Aceguá ist der Endpunkt der Ruta 8, die das Land von Montevideo im Süden in nördlicher Richtung durchquert. An der Grenze geht sie in die brasilianische Fernstraße BR-153 (Rodovia Transbrasiliana) über, die in nördlicher Richtung nach Marabá im brasilianischen Bundesstaat Pará führt.